# Eleição municipal de Belém em 2016
A eleição municipal da cidade brasileira de Belém do Pará ocorreu em 2 de outubro de 2016 para eleger um prefeito, um vice-prefeito e 35 vereadores para a administração da cidade, com um segundo turno no dia 30 de outubro. O prefeito titular é Zenaldo Coutinho, do PSDB, que pode concorrer à reeleição.
Houve um total de dez candidatos a prefeito, sendo que o 2º turno foi disputado entre Edmilson Rodrigues, do PSOL, e Zenaldo Coutinho, do PSDB, repetindo a disputa de 2012, com Coutinho novamente sendo eleito prefeito de Belém.
Essa eleição foi conhecida por ser uma das mais acirradas da história da capital paraense desde 2000.

## Contexto
Em 2012, Zenaldo Coutinho foi eleito Prefeito de Belém na sua segunda tentativa de se eleger prefeita da capital paraense derrotando o ex Prefeito Edmilson Rodrigues. Ele foi eleito prometendo um "choque de gestão" na saúde e a expansão do BRT. 

## Definição das candidaturas
O PT anunciou a candidatura da ex-deputada estadual Regina Barata. A sua candidatura foi oficializada em 4 de agosto e pela primeira vez na cidade, não anunciou aliança com nenhum partido.
O PMDB anunciou a candidatura do professor e ex-reitor da Universidade Federal do Pará (UFPA) Carlos Maneschy. Conta com o apoio do PHS, PRB, PP, PMB e PROS. A candidatura foi oficializada em 23 de julho. Seu vice na chapa é o vereador Bispo Antônio Rocha (PRB).
O PCdoB anunciou a candidatura do deputado estadual Lélio Costa. Será a segunda vez que o partido irá lançar uma candidatura própria para a prefeitura desde 1992. A candidatura de Lélio foi oficializada no dia 5 de agosto.
O PSD anunciou a candidatura do deputado federal Éder Mauro. A candidatura foi oficializada no dia 5 de agosto.
Em 2 de agosto, o PSDB anunciou Zenaldo Coutinho como candidato à reeleição. A candidatura conta com o apoio de partidos aliados ao governador Simão Jatene e também do DEM, PR, PTN e PSL. Tem como vice na chapa o presidente da Câmara Municipal de Belém, Orlando Reis (PSB).
O PRTB anunciou a candidatura do professor Ivanildo Gomes para o cargo de prefeito de Belém. A candidatura foi oficializada em 2 de agosto.
O PSOL anuncia novamente a candidatura do deputado federal e ex-prefeito Edmilson Rodrigues. A candidatura foi oficializada no dia 4 de agosto e conta com o apoio do PDT, PV e PPL.
O PSTU anunciou o lançamento da candidatura do vereador Cleber Rabelo. Sua candidatura foi oficializada no dia 2 de agosto através de uma nota no site oficial do partido e no dia 5 de agosto na convenção partidária.
A REDE anunciou a candidatura da jornalista e apresentadora Úrsula Vidal para a corrida eleitoral. A candidatura de Úrsula foi oficializada em 3 de agosto e conta com o apoio do PPS.
O PCB anunciou no dia 5 de agosto a candidatura de Luís Menezes para a prefeitura de Belém, tendo como vice Marco Antônio.

## Candidaturas

### Segundo Turno
Em 2 de outubro foi realizada a votação em primeiro turno. Como Belém tem mais de 200 mil eleitores, segundo a lei eleitoral em vigor é adotado o sistema de dois turnos, que é iniciado caso o candidato mais votado receber menos de 50% +1 dos votos.

### Apoios
Os ex candidatos Lélio Costa do Partido Comunista do Brasil, Úrsula Vidal da Rede Sustentabilidade, Carlos Maneschy do PMDB, Ivanildo Gomes do PRTB e Luís Menezes do Partido Comunista Brasileiro declararam apoio ao candidato Edmilson Rodrigues para o 2º turno. Já Éder Mauro anunciou neutralidade, mas o diretório estadual do PSD declarou apoio a reeleição de Zenaldo Coutinho. Regina Barata do PT declarou apoio informal a Edmilson.

## Pesquisas de Opinião

### Pré-Candidatos
| Data                      | 08/03/2016 | 06/06/2016       | 31/07/2016 |
| Instituto                 | Doxa       | Paraná Pesquisas | DOXA       |
| Fonte                     | [ 30 ]     | [ 31 ]           | [ 32 ]     |
| ------------------------- | ---------- | ---------------- | ---------- |
| Edmilson Rodrigues (PSOL) | 24,7%      | 29,4%            | 33,5%      |
| Éder Mauro (PSD)          | 30,2%      | 33,9%            | 27,1%      |
| Zenaldo Coutinho (PSDB)   | 6,9%       | 8,6%             | 12,7%      |
| Carlos Maneschy (PMDB)    | 0,3        | 1,1%             | 1,4%       |
| Úrsula Vidal (REDE)       | -          | -                | 4,3%       |
| Regina Barata (PT)        | 0,9%       | 2,7%             | 0,8%       |
| Lélio Costa (PCdoB)       | 0,5%       | 0,1%             | 0,8%       |
| Brancos ou Nulos          | 11%        | 10,7%            | 8,9%       |
| Indecisos                 | 8,4%       | 8,2%             | 4,7%       |

### Candidatos (1º Turno)
Respostas estimuladas
| Data                      | 16/08/2016 | 17/08/2016       | 27/08/2016 | 10/09/2016 | 13/09/2016 | 16/09/2016       | 20/09/2016 | 01/10/2016 |
| Instituto                 | IDESA/RV5  | Paraná Pesquisas | IBOPE      | IBOPE      | Veiga      | Paraná Pesquisas | Veiga      | IBOPE      |
| Fonte                     | [ 33 ]     | [ 34 ]           | [ 35 ]     | [ 36 ]     | [ 37 ]     | [ 38 ]           | [ 39 ]     | [ 40 ]     |
| ------------------------- | ---------- | ---------------- | ---------- | ---------- | ---------- | ---------------- | ---------- | ---------- |
| Edmilson Rodrigues (PSOL) | 36,9%      | 36,1%            | 37%        | 36%        | 35,4%      | 33,9%            | 32,4%      | 31%        |
| Zenaldo Coutinho (PSDB)   | 10,1%      | 13,0%            | 11%        | 20%        | 15,9%      | 19,7%            | 20,0%      | 22%        |
| Éder Mauro (PSD)          | 27,1%      | 24,5%            | 28%        | 24%        | 19,4%      | 21,3%            | 17,3%      | 19%        |
| Carlos Maneschy (PMDB)    | 1,6%       | 2,3%             | 2%         | 6%         | 7,2%       | 8,5%             | 9,8%       | 14%        |
| Úrsula Vidal (REDE)       | 2,6%       | 2,7%             | 4%         | 2%         | 2,1%       | 1,7%             | 2,4%       | 5%         |
| Regina Barata (PT)        | 2,6%       | 2,4%             | 3%         | 2%         | 1,1%       | 2,4%             | 0,9%       | 1%         |
| Lélio Costa (PCdoB)       | 0,4%       | 0,6%             | 1%         | 1%         | 0,4%       | 0,3%             | 0,1%       | 1%         |
| Ivanildo Gomes (PRTB)     | 0,6%       | 0,5%             | 1%         | 1%         | 0,2%       | 0,0%             | 0,1%       | 1%         |
| Cleber Rabelo (PSTU)      | 0,5%       | 0,4%             | 1%         | 0%         | 0,3%       | 0,7%             | 0,4%       | 1%         |
| Luís Menezes (PCB)        | -          | 0,4%             | 0%         | 0%         | 0,1%       | 0,1%             | 0,4%       | 0%         |
| Brancos ou Nulos          | 10,5%      | 9%               | 9%         | 5%         | 5,3%       | 7,3%             | 6,5%       | 3%         |
| Indecisos                 | 9,6%       | 3%               | 3%         | 3%         | 13%        | 4,1%             | 9,6%       | 2%         |
| Margem de erro            | -          | -                | 4%         | 4%         | 2,2%       | 4%               | 3,5%       | 4%         |

Respostas espontâneas
| Data                      | 27/08/2016 | 10/09/2016 | 13/09/2016 | 20/09/2016 |
| Instituto                 | IBOPE      | IBOPE      | Veiga      | Veiga      |
| Fonte                     | [ 35 ]     | [ 36 ]     | [ 37 ]     | [ 39 ]     |
| ------------------------- | ---------- | ---------- | ---------- | ---------- |
| Edmilson Rodrigues (PSOL) | 28%        | 31%        | 26,0%      | 24,5%      |
| Zenaldo Coutinho (PSDB)   | 8%         | 17%        | 12,8%      | 17,2%      |
| Éder Mauro (PSD)          | 17%        | 19%        | 11,5%      | 11,2%      |
| Carlos Maneschy (PMDB)    | 1%         | 4%         | 4,7%       | 6,4%       |
| Úrsula Vidal (REDE)       | 1%         | 1%         | 1,0%       | 1,3%       |
| Regina Barata (PT)        | 1%         | 2%         | 0,4%       | 0,4%       |
| Lélio Costa (PCdoB)       | 1%         | 1%         | 0,1%       | 0,1%       |
| Cleber Rabelo (PSTU)      | 1%         | 1%         | 0,2%       | 0,1%       |
| Ivanildo Gomes (PRTB)     | 1%         | 1%         | 0,0%       | 0,1%       |
| Luis Menezes (PCB)        | 1%         | 1%         | 0,2%       | 0,0%       |
| Brancos ou Nulos          | 14%        | 12%        | -          | 0,5%       |
| Indecisos                 | 27%        | 12%        | 43,2%      | 38,1%      |

### Candidatos (2º turno)
| Data                      | 14/10/2016 | 15/10/2016 | 22/10/2016 | 22/10/2016 | 23/10/2016 | 24/10/2016 | 25/10/2016 | 28/10/2016 | 29/10/2016 | 29/10/2016 | 29/10/2016 |
| Instituto                 | DOXA       | IBOPE      | DOXA       | Acertar    | Veiga      | Paraná     | Veritate   | Veritate   | Acertar    | IBOPE      | DOXA       |
| Fonte                     | [ 41 ]     | [ 42 ]     | [ 43 ]     | [ 44 ]     | [ 45 ]     | [ 46 ]     | [ 47 ]     | [ 47 ]     | [ 48 ]     | [ 49 ]     | [ 50 ]     |
| ------------------------- | ---------- | ---------- | ---------- | ---------- | ---------- | ---------- | ---------- | ---------- | ---------- | ---------- | ---------- |
| Zenaldo Coutinho (PSDB)   | 51,5%      | 43%        | 56,3%      | 49%        | 49,76%     | 53,0%      | 52,4%      | 54%        | 48,5%      | 51%        | 54,2%      |
| Edmilson Rodrigues (PSOL) | 48,5%      | 46%        | 43,8%      | 51%        | 50,24%     | 47,0%      | 47,6%      | 46%        | 51,5%      | 49%        | 45,8%      |
| Brancos ou Nulos          | 6,6%       | 9%         | 10,8%      | 8%         | 10,61%     | 10,3%      | 10,5%      | 8%         | 10%        | 10%        | 9,8%       |
| Indecisos                 | 7,7%       | 2%         | 7,8%       | 9,5%       | 10,86%     | 4,6%       | 6,2%       | 4%         | 7,5%       | 3%         | 3,8%       |
| Margem de erro            | 3,5%       | 4%         | 3,5%       | 3,1%       | 3,5%       | 4,0%       | 4,0%       | 4%         | 3,1%       | 4%         | 3%         |

## Debates
Assim como nos anos anteriores, a RBA TV abriu o calendário de debates para o 1º turno das eleições, no dia 20 de setembro nas emissoras de TV Aberta. Já a TV Record Belém e a TV Liberal serão as ultimas emissoras a realizarem o debate com previsão para os dias 25 e 29 de setembro. O primeiro debate ocorreu no dia 14 de setembro sendo organizado pela UFPA com transmissão pela internet.

### Primeiro turno
| Data           | Organizador(es)                             | Mediação        | Edmilson Rodrigues (PSOL) | Éder Mauro (PSD) | Zenaldo Coutinho (PSDB) | Carlos Maneschy (PMDB) | Regina Barata (PT) | Úrsula Vidal (REDE) | Lélio Costa (PCdoB) | Ivanildo Gomes (PRTB) | Cleber Rabelo (PSTU) | Luís Menezes (PCB) |
| -------------- | ------------------------------------------- | --------------- | ------------------------- | ---------------- | ----------------------- | ---------------------- | ------------------ | ------------------- | ------------------- | --------------------- | -------------------- | ------------------ |
| 14 de setembro | UFPA                                        | -               | Presente                  | Ausente          | Presente                | Presente               | Presente           | Presente            | Presente            | Presente              | Presente             | Presente           |
| 20 de setembro | RBA TV, Diário Online e Rádio Clube do Pará | Mauro Bonna     | Presente                  | Presente         | Presente                | Presente               | Presente           | Presente            | Presente            | Não convidado         | Não convidado        | Não convidado      |
| 25 de setembro | TV Record Belém                             | Vanessa Libório | Presente                  | Presente         | Presente                | Presente               | Presente           | Presente            | Presente            | Não convidado         | Não convidado        | Não convidado      |
| 29 de setembro | TV Liberal, G1 Pará                         | Zileide Silva   | Presente                  | Presente         | Presente                | Presente               | Presente           | Presente            | Não convidado       | Não convidado         | Não convidado        | Não convidado      |

### Segundo turno
| Data          | Organizadores                              | Mediação        | Edmilson Rodrigues (PSOL) | Zenaldo Coutinho (PSDB) |
| ------------- | ------------------------------------------ | --------------- | ------------------------- | ----------------------- |
| 16 de Outubro | SBT Pará                                   | Aline Passos    | Presente                  | Presente                |
| 20 de Outubro | RBA TV, Diário Online, Rádio Clube do Pará | Mauro Bonna     | Presente                  | Presente                |
| 23 de Outubro | TV Record Belém                            | Vanessa Libório | Presente                  | Presente                |
| 28 de Outubro | TV Liberal, G1 Pará                        | Zileide Silva   | Presente                  | Presente                |

## Resultados

### Prefeito
| Candidato(a)                   | Vice                      | 1º turno 2 de outubro de 2016 | 1º turno 2 de outubro de 2016 | 2º turno 30 de outubro de 2016 | 2º turno 30 de outubro de 2016 |
| Candidato(a)                   | Vice                      | Total                         | Percentagem                   | Total                          | Percentagem                    |
| Zenaldo Coutinho (PSDB)        | Orlando Reis (PSB)        | 241.166                       | 31,02%                        | 396.770                        | 52,33%                         |
| Edmilson Rodrigues (PSOL)      | Allan Pombo (PDT)         | 229.343                       | 29,50%                        | 361.376                        | 47,67%                         |
| Éder Mauro (PSD)               | Clayton Baeta (PSD)       | 128.549                       | 16,53%                        | Não participaram               | Não participaram               |
| Úrsula Vidal (REDE)            | Regina Villanova (PPS)    | 79.068                        | 10,17%                        | Não participaram               | Não participaram               |
| Carlos Maneschy (PMDB)         | Antônio Rocha (PRB)       | 75.401                        | 9,70%                         | Não participaram               | Não participaram               |
| Regina Barata (PT)             | Adalberto Aguiar (PT)     | 13.332                        | 1,71%                         | Não participaram               | Não participaram               |
| Lélio Costa (PCdoB)            | Lia Menezes (PCdoB)       | 5.900                         | 0,76%                         | Não participaram               | Não participaram               |
| Cleber Rabelo (PSTU)           | Benedita do Amaral (PSTU) | 1.919                         | 0,25%                         | Não participaram               | Não participaram               |
| Ivanildo Gomes (PRTB)          | Alessandro Araújo (PRTB)  | 1.910                         | 0,25%                         | Não participaram               | Não participaram               |
| Luis Menezes (PCB) - Impugnado | Marco Antônio (PCB)       | 900                           | 0,12%                         | Não participaram               | Não participaram               |
| Total de votos válidos         | Total de votos válidos    | 777.488                       | 92,01%                        | 758.146                        | 92,28%                         |
| → Votos em branco              | → Votos em branco         | 22.928                        | 2,71%                         | 20.579                         | 2,50%                          |
| → Votos nulos                  | → Votos nulos             | 44.565                        | 5,27%                         | 42.853                         | 5,22%                          |
| Total                          | Total                     | 844.981                       | 81,00%                        | 821.578                        | 78,75%                         |
| Abstenções                     | Abstenções                | 198.238                       | 19,00%                        | 221.641                        | 21,25%                         |
| Total de inscritos             | Total de inscritos        | 1.043.219                     | 100%                          | 1.043.219                      | 100%                           |

| Partido | Partido | Candidato | Votos   | Votos (%) |
| ------- | ------- | --------- | ------- | --------- |
|         | PSDB    | Zenaldo   | 241 166 | 31,02%    |
|         | PSOL    | Edmilson  | 229 343 | 29,5%     |
|         | PSD     | Éder      | 128 549 | 16,53%    |
|         | REDE    | Úrsula    | 79 968  | 10,29%    |
|         | PMDB    | Maneschy  | 75 401  | 9,7%      |
|         | PT      | Regina    | 13 332  | 1,71%     |
|         | PCdoB   | Lélio     | 5 900   | 0,76%     |
|         | PSTU    | Rabelo    | 1 919   | 0,25%     |
|         | PRTB    | Ivanildo  | 1 910   | 0,25%     |
|         | PCB     | Menezes   | 0       | 0%        |
| Totais  | Totais  | Totais    | 777 488 |           |
| Fonte:  |         |           |         |           |

| Partido | Partido | Candidato | Votos   | Votos (%) |
| ------- | ------- | --------- | ------- | --------- |
|         | PSDB    | Zenaldo   | 396 770 | 52,33%    |
|         | PSOL    | Edmilson  | 361 376 | 47,67%    |
| Totais  | Totais  | Totais    | 758 146 |           |

### Vereadores eleitos
| Nome                             | Coligação                                            | Votos  | %     |
| -------------------------------- | ---------------------------------------------------- | ------ | ----- |
| Marinor Brito (PSOL)             | Juntos pela Mudança I PSOL / PPL                     | 13.997 | 1,84% |
| Joaquim Campos (PMDB)            | PMDB                                                 | 11.954 | 1,57% |
| Gustavo Seffer (PSD)             | PSD                                                  | 11.583 | 1,52% |
| Adriano Coelho (PDT)             | Juntos pela Mudança II PDT / PV                      | 9.745  | 1,28% |
| Simone Kawage (PRB)              | PRB                                                  | 9.575  | 1,26% |
| John Wayne (PMDB)                | PMDB                                                 | 9.132  | 1,20% |
| França (PRB)                     | PMDB                                                 | 8.801  | 1,16% |
| Victor Dias (PTC)                | Juntos Somos Mais PTN / PTC                          | 8.320  | 1,09% |
| Zeca Pirão (SD)                  | Belém escolhendo certo PSDB / PTB / SD / PSDC        | 7.842  | 1,03% |
| Igor Andrade (PSB)               | PSB                                                  | 7.703  | 1,01% |
| Delegado Nilton Neves (PSL)      | PSL                                                  | 7.172  | 0,94% |
| Mauro Freitas (PSDC)             | Belém escolhendo certo PSDB / PTB / SD / PSDC        | 6.899  | 0,91% |
| Gleisson (PSB)                   | PSB                                                  | 6.648  | 0,87% |
| Paulo Bengtson (PTB)             | Belém escolhendo certo PSDB / PTB / SD / PSDC        | 6.646  | 0,87% |
| Rildo Pessoa (PTdoB)             | Pra Frente Belém DEM / PRP / PTdoB                   | 6.402  | 0,84% |
| Moa Moraes (PCdoB)               | PCdoB                                                | 6.401  | 0,84% |
| Prof. Wellignton Magalhães (PPS) | Juntos para transformar Belém REDE / PPS             | 6.359  | 0,84% |
| Igor Normando (PHS)              | PHS                                                  | 6.172  | 0,81% |
| Nemias Valentin (PSDB)           | Belém escolhendo certo PSDB / PTB / SD / PSDC        | 5.934  | 0,78% |
| Dinely (PSC)                     | PSC                                                  | 5.880  | 0,77% |
| Blenda Quaresma (PMDB)           | PMDB                                                 | 5.688  | 0,75% |
| Henrique Soares (PDT)            | Juntos pela Mudança II PDT / PV                      | 5.571  | 0,73% |
| Fabricio Gama (PMN)              | Mobilização por uma Belém sustentável PMN / PR / PEN | 5.462  | 0,72% |
| Marciel Manão (PEN)              | Mobilização por uma Belém sustentável PMN / PR / PEN | 5.218  | 0,69% |
| Emerson Sampaio (PP)             | O Melhor pra Belém PP / PMB / PROS                   | 4.586  | 0,60% |
| Dr. Elenilson (PTdoB)            | Pra Frente Belém DEM / PRP / PTdoB                   | 4.570  | 0,60% |
| Lulu Pinheiro (PTC)              | Juntos Somos Mais PTN / PTC                          | 4.568  | 0,60% |
| Celsinho Sabino (PSC)            | PSC                                                  | 4.389  | 0,58% |
| Bieco (PR)                       | Mobilização por uma Belém sustentável PMN / PR / PEN | 4.081  | 0,54% |
| Toré Lima (PRB)                  | PRB                                                  | 4.077  | 0,54% |
| Sargento Silvano (PSD)           | PSD                                                  | 3.903  | 0,51% |
| Fernando Carneiro (PSOL)         | Juntos pela Mudança I PSOL / PPL                     | 3.543  | 0,47% |
| Altair Brandão (PCdoB)           | PCdoB                                                | 3.444  | 0,45% |
| Amaury da APPD (PT)              | PT                                                   | 3.090  | 0,41% |
| Dr.Chiquinho (PSOL)              | Juntos pela Mudança I PSOL / PPL                     | 2.980  | 0,39% |

| Coligação / Partido                         | Composição / Sigla                             | Candidatos eleitos | Votos válidos (apenas dos eleitos) | %    |
| Belém escolhendo certo                      | PSDB / PTB / SD / PSDC                         | 4                  | 27.321                             | 7,46 |
| Partido do Movimento Democrático Brasileiro | PMDB                                           | 3                  | 26.774                             | 7,16 |
| Partido Republicano Brasileiro              | PRB                                            | 3                  | 22.453                             | 5,04 |
| Juntos pela mudança 1                       | PSOL / PPL                                     | 3                  | 20.520                             | 4,21 |
| Partido Social Democrático                  | PSD                                            | 2                  | 15.486                             | 2,39 |
| Juntos pela mudança 2                       | PDT / PV                                       | 2                  | 15,316                             | 2,34 |
| Mobilização por uma Belém sustentável       | PMN / PR / PEN                                 | 3                  | 14,761                             | 2,17 |
| Partido Socialista Brasileiro               | PSB                                            | 2                  | 14.351                             | 2,05 |
| Juntos somos mais                           | PTN / PTC                                      | 2                  | 12.888                             | 1,66 |
| Pra Frente Belém                            | DEM / Partido Republicano Progressista / PTdoB | 2                  | 10,972                             | 1,20 |
| Partido Social Cristão                      | PSC                                            | 2                  | 10,269                             | 1,05 |
| Partido Comunista do Brasil                 | PCdoB                                          | 2                  | 9.845                              | 0,96 |
| Partido Social Liberal                      | PSL                                            | 1                  | 7,172                              | 0,94 |
| Juntos para Transformar Belém               | REDE / PPS                                     | 1                  | 6.359                              | 0,84 |
| Partido Humanista da Solidariedade          | PHS                                            | 1                  | 6.172                              | 0,81 |
| O Melhor pra Belém                          | PP / PMB / PROS                                | 1                  | 4.586                              | 0,60 |
| Partido dos Trabalhadores                   | PT                                             | 1                  | 3.090                              | 0,41 |

## Rendimento Financeiro-Eleitoral

### Eleição para prefeito - Primeiro Turno
| Candidato a prefeito | Candidato a prefeito      | Candidato a vice          | Total de recursos recebidos | Rendimento Eleitoral | Eficiência Eleitoral                     |
| -------------------- | ------------------------- | ------------------------- | --------------------------- | -------------------- | ---------------------------------------- |
|                      | Carlos Maneschy (PMDB)    | Antônio Rocha (PRB)       | R$ 00 206 650,00            | R$ 02,74/voto        | R$ 0 265 791,88 para atingir 1% de votos |
|                      | Cleber Rabelo (PSTU)      | Benedita do Amaral (PSTU) | R$ 00 040 765,00            | R$ 21,24/voto        | R$ 0 052 431,67 para atingir 1% de votos |
|                      | Éder Mauro (PSD)          | Clayton Baeta (PSD)       | R$ 00 432 798,00            | R$ 03,36/voto        | R$ 0 556 661,96 para atingir 1% de votos |
|                      | Edmilson Rodrigues (PSOL) | Allan Pombo (PDT)         | R$ 00 691 277,03            | R$ 03,01/voto        | R$ 0 889 116,01 para atingir 1% de votos |
|                      | Ivanildo Gomes (PRTB)     | Alessandro Araújo (PRTB)  | R$ 00 001 390,00            | R$ 00,72/voto        | R$ 0 000 001,78 para atingir 1% de votos |
|                      | Lélio Costa (PCdoB)       | Lia Menezes (PCdoB)       | R$ 00 148 224,75            | R$ 01,90/voto        | R$ 0 003 980,44 para atingir 1% de votos |
|                      | Luís Menezes (PCB)        | Marco Antônio (PCB)       | R$ 00 000 000,00            | R$ 00,00/voto        | R$ 0 000 000,00 para atingir 1% de votos |
|                      | Regina Barata (PT)        | Adalberto Aguiar (PT)     | R$ 00 152 360,00            | R$ 01,95/voto        | R$ 0 195 964,43 para atingir 1% de votos |
|                      | Úrsula Vidal (REDE)       | Regina Villanova (REDE)   | R$ 00 145 374,42            | R$ 01,01/voto        | R$ 0 186 979,09 para atingir 1% de votos |
|                      | Zenaldo Coutinho (PSDB)   | Orlando Reis (PSB)        | R$ 01 484 632,54            | R$ 03,10/voto        | R$ 0 190 952,47 para atingir 1% de votos |
| Total                | Total                     | Total                     | R$ 22 759 887,38            | R$ 02,97/voto        | R$ 0 381 999,46 para atingir 1% de votos |

### Eleição para prefeito - Segundo Turno
| Candidato a prefeito | Candidato a prefeito      | Candidato a vice   | Total de recursos recebidos | Rendimento Eleitoral | Eficiência Eleitoral                     |
| -------------------- | ------------------------- | ------------------ | --------------------------- | -------------------- | ---------------------------------------- |
|                      | Edmilson Rodrigues (PSOL) | Allan Pombo (PDT)  | R$ 00 691 277,03            | R$ 01,91/voto        | R$ 0 251 930,36 para atingir 1% de votos |
|                      | Zenaldo Coutinho (PSDB)   | Orlando Reis (PSB) | R$ 01 484 632,54            | R$ 03,74/voto        | R$ 0 493 308,67 para atingir 1% de votos |
| Total                | Total                     | Total              | R$ 02 175 909,57            | R$ 02,87/voto        | R$ 0 378 555,05 para atingir 1% de votos |